# Anopheles reidi
Anopheles reidi är en tvåvingeart som beskrevs av Harrison 1973. Anopheles reidi ingår i släktet Anopheles och familjen stickmyggor.
Artens utbredningsområde är Sri Lanka. Inga underarter finns listade i Catalogue of Life.